# 1249年
| 千纪： | 2千纪 |
| 世纪： | 12世纪 \| 13世纪 \| 14世纪                                                                                       |
| 年代： | 1210年代 \| 1220年代 \| 1230年代 \| 1240年代 \| 1250年代 \| 1260年代 \| 1270年代                                 |
| 年份： | 1244年 \| 1245年 \| 1246年 \| 1247年 \| 1248年 \| 1249年 \| 1250年 \| 1251年 \| 1252年 \| 1253年 \| 1254年       |
| 纪年： | 己酉年（鸡年）；大理道隆十一年；蒙古钦淑后（称制）元年；南宋淳祐九年；越南天應政平十八年；日本寳治三年，建長元年 |

## 大事记
- 葡萄牙國王阿方索三世從摩爾人手中收復阿爾加維，完成葡萄牙的統一。
- 欽淑皇后臨朝稱制。
- 高麗崔氏政權獨裁者崔瑀病故，崔沆繼承了其權位。
- 法國國王路易九世率領的第七次十字軍入侵埃及，攻佔位於開羅北方的杜姆亞特。
- 2月7日——古普魯士人被迫與條頓騎士團签署基督堡条约，向近来皈依的基督徒提供人身自由和权利，正式結束普魯士起義。

## 出生
- 龟山天皇，日本第90代天皇（逝世1305年，56岁）
- 吴澄，中国理学家（逝世1333年，84岁）
- 谢翱，宋末诗人（逝世1295年，54岁）

## 逝世
- 宋慈，中国法医学家（出生1186年，63岁）
- 崔瑀，高麗崔氏政權第二代獨裁者。